# Brittany Murphy
Pour les articles homonymes, voir Murphy.
Brittany Murphy, née Brittany Anne Bertolotti le 10 novembre 1977 à Atlanta et morte le 20 décembre 2009 à Los Angeles, est une actrice et chanteuse américaine.

## Biographie
Née en 1977 à Atlanta en Géorgie, elle s'établit bientôt à Edison, dans le New Jersey, puis à Burbank, en Californie, avec sa mère, d'origine irlandaise et d'Europe de l'Est, qui avait divorcé de son père italo-américain, Angelo Bertolotti quand Brittany Murphy était encore petite. Elle a par la suite deux demi-frères et une demi-sœur. Elle est élevée dans la foi chrétienne baptiste .
À neuf ans, elle participe, dans le rôle d'une chanteuse, à la comédie musicale Les Misérables[source secondaire souhaitée], et à treize ans, elle est déjà approchée par un manager[source secondaire souhaitée]. À quatorze ans, elle interprète le rôle de Brenda Drexell dans la série télévisée Drexell's Class. Par la suite, elle joue le rôle de Molly Morgan dans Uptown Girls. En outre, au début des années 1990, elle est la chanteuse principale du groupe Blessed Soul.
Elle a successivement participé à différents films, tels Une vie volée, 8 Mile, Clueless, Belles à mourir, Pas un mot et Uptown Girls, en plus de ses différentes apparitions à la télévision, notamment dans Sister, Sister, jusqu'à prêter sa voix dans le dessin animé Les Rois du Texas.
Elle est également apparue dans d'autres films comme Les Ex de mon mec (2004), considéré comme un échec commercial, et Sin City (2005), acclamé par la critique.
Elle apparaît également en 2005 dans un clip du groupe Tears for Fears Closest Thing to Heaven (à l'occasion de leur reformation)[source secondaire souhaitée].
Au printemps 2006, Paul Oakenfold sort le single Faster Kill Pussycat sur lequel Brittany Murphy chante[source secondaire souhaitée], suivi d'un album sorti le 6 juin aux États-Unis. Brittany prête également sa voix au film d'animation Happy Feet. En 2007, Brittany incarne Jacks, une célibataire séduisante à la recherche de l'amour, dans Love (et ses petits désastres), d'Alek Keshishian.
Elle devait jouer dans le film Expendables : Unité spéciale (The Expendables) de Sylvester Stallone. Mais son rôle fut supprimé lors du tournage, quelque temps avant sa mort.

## Mort

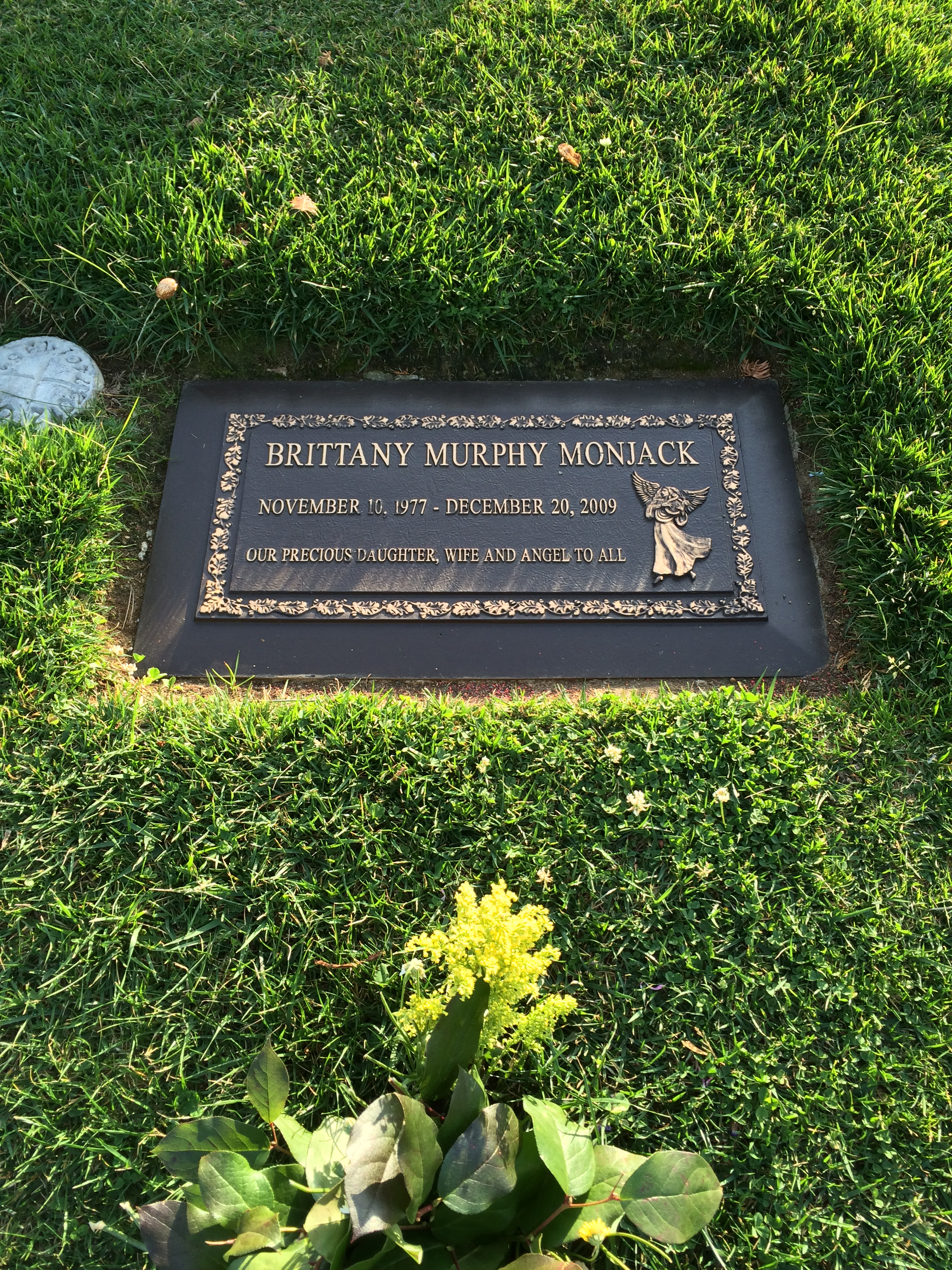
Tombe de Brittany Murphy à Forest Lawn Hollywood Hills

Le dimanche 20 décembre 2009, vers 8 heures du matin, dans sa propriété (qu'elle avait rachetée à Britney Spears), sa mère la retrouve inconsciente dans sa baignoire et appelle les secours. Brittany Murphy est déclarée morte deux heures plus tard, lors de son arrivée au centre médical Cedars-Sinai de Los Angeles, à la suite d'une crise cardiaque. L'autopsie réalisée le 21 décembre 2009 révèle que la mort de l'actrice est due à une pneumonie, une grave anémie et un abus de médicaments. Le magazine Elle déclare que l'overdose de médicaments est due à des antidépresseurs, anti-fatigue et anti-stress[source secondaire souhaitée].
Elle est enterrée le 24 décembre 2009 au Forest Lawn Memorial Park. Son époux, Simon Monjack, fut par la suite, lui aussi retrouvé mort chez lui le 23 mai 2010 : il aurait fait une overdose médicamenteuse. Il fut soupçonné d'être en lien avec la mort de l'actrice[source secondaire souhaitée].
Le Département de la Santé de Los Angeles avança qu'une cause possible de ces deux décès pouvait être des moisissures qui tapissaient les murs de la maison du couple. Le bureau du coroner de Los Angeles a rejeté la thèse de la moisissure affirmant qu'aucune indication ne pouvait mener à cette conclusion.
En 2013, une enquête indépendante menée à la demande du père de Brittany Murphy, Angelo Bertolotti, conclut à un double empoisonnement, peut-être à la mort aux rats.

## Vie privée
Elle a une relation en 2003 avec l'acteur Ashton Kutcher, qu'elle a rencontré sur le tournage du film Pour le meilleur et pour le rire. Elle s’est également fiancée à Joe Macaluso, un assistant de production[source secondaire souhaitée]. Le 10 mai 2007, elle épouse Simon Monjack, un scénariste anglais qu'elle a rencontré en 2006.
Elle était chrétienne.

## Filmographie

### Cinéma
- 1993 : Family Prayers : Elise
- 1995 : Clueless : Tai
- 1996 : Freeway : Rhonda
- 1997 : Bongwater de Richard Sears : Mary
- 1997 : Fugue : Deliverance Bodine
- 1998 : Génération brûlée (Falling Sky) : Emily Nicholson
- 1998 : The Prophecy 2 (vidéo) : Izzy
- 1998 : Phoenix : Veronica
- 1998 : Zack and Reba : Reba Simpson
- 1999 : Belles à mourir : Lisa Swenson
- 1999 : Une vie volée : Daisy Randone
- 2000 : Trixie : Ruby Pearli
- 2000 : Angels! : Nurse Bellows
- 2000 : Cherry Falls : Jody Marken
- 2000 : The Audition : Daniella
- 2001 : Rencontres à Manhattan d'Edward Burns : Ashley
- 2001 : Hot Summer : Dede Mulligan
- 2001 : Pas un mot : Elisabeth Burrows
- 2001 : Écarts de conduite: Fay Forrester
- 2002 : Something in Between : Sky
- 2002 : Spun : Nikki
- 2002 : 8 Mile de Curtis Hanson : Alex
- 2003 : Pour le meilleur et pour le rire : Sarah McNerney
- 2003 : Filles de Bonne Famille : Molly Gunn
- 2003 : Mon chien, ce héros ! de John Robert Hoffman (en) : Nelly (voix)
- 2004 : Les Ex de mon mec : Stacy
- 2005 : Sin City : Shellie
- 2005 : Neverwas : Ally
- 2006 : Petit mariage entre amis (The Groomsmen) : Sue
- 2006 : Love (et ses petits désastres) : Emily 'Jacks' Jackson
- 2006 : The Dead Girl : Krista
- 2006 : Happy Feet : Gloria (voix)
- 2008 : The Ramen Girl : Abby
- 2008 : Le Monstre au milliard de tentacules : Colleen O'Hallahan
- 2009 : Across the hall : June
- 2009 : Deadline : Alice
- 2009 : Abandoned : Mary
- 2009 : Something wicked : Susan

### Télévision
- 1991 : Murphy Brown (série télévisée) : La sœur de Frank
- 1991-1992 : Drexell's Class (série télévisée) : Brenda Drexell
- 1992 : Parker Lewis ne perd jamais (Parker Lewis Can't Lose) (série télévisée) : Angie
- 1993 : Almost Home (série télévisée) : Molly Morgan
- 1993 : Petite Fleur (série télévisée) : Wendy
- 1994 : Frasier (série télévisée) : Olsen
- 1994 : La Vie à cinq (série télévisée) : Abby
- 1994-1995 : Sister, Sister (série télévisée) : Sarah
- 1995 : SeaQuest, police des mers (série télévisée) : Christin Van Camp
- 1995 : Incorrigible Cory (série télévisée) : Trini
- 1995 : Murder One (série télévisée) : Diana Carson
- 1996 : Nash Bridges (série télévisée) : Carrie
- 1996 : Clueless (série télévisée) : Jasmine
- 1997-2009 : Les Rois du Texas (série télévisée) : Luanne Platter (voix)
- 2009 : Hantée par le passé (Tribute) (Téléfilm) : Célia McGowan
- 2009 : Secousse sismique (Téléfilm) : Docteur Amy Lane

## Distinctions

### Récompenses
- Young Hollywood Awards 2002 : Performance exceptionnelle pour une jeune actrice pour Pas un mot
- Annie Awards 2005 : meilleure performance vocale dans une série télévisée d'animation pour Les Rois du Texas
- Italian Online Movie Awards 2006 : meilleure distribution pour Sin City partagée avec Jessica Alba, Alexis Bledel, Powers Boothe, Rosario Dawson, Benicio Del Toro, Michael Clarke Duncan, Carla Gugino, Josh Hartnett, Rutger Hauer, Jaime King, Michael Madsen, Clive Owen, Mickey Rourke, Nick Stahl, Bruce Willis et Elijah Wood.

### Nominations
- Awards Circuit Community Awards 1995 : meilleure actrice dans un second rôle pour Clueless.
- Young Artist Awards 1996 : meilleure actrice / chanteuse professionnelle.
- Young Artist Awards 1996 : meilleure jeune actrice dans un second rôle pour Clueless
- Annie Awards 1997 : meilleure performance vocale pour Les Rois du Texas
- Fangoria Chainsaw Awards 1999 : meilleure actrice dans un second rôle pour The Prophecy 2
- Annie Awards 2000 : meilleure performance vocale pour Les Rois du Texas
- Fangoria Chainsaw Awards 2001 : meilleure actrice pour Cherry Falls
- Satellite Awards 2002 : Meilleure actrice pour Pas un mot.
- Washington DC Area Film Critics Association Awards 2005 : meilleure distribution pour Sin City partagée avec Jessica Alba, Alexis Bledel, Powers Boothe, Rosario Dawson, Benicio Del Toro, Michael Clarke Duncan, Carla Gugino, Josh Hartnett, Rutger Hauer, Jaime King, Michael Madsen, Clive Owen, Mickey Rourke, Nick Stahl, Bruce Willis et Elijah Wood.
- Critics' Choice Movie Awards 2006 : Meilleure distribution pour Sin City
- Gold Derby Awards 2006 : meilleure distribution pour Sin City

## Téléfilm biographique
Brittany Murphy : La Mort suspecte d'une star (The Brittany Murphy Story) est un téléfilm américain réalisé par Joe Menendez, diffusé en 2014 sur Lifetime aux États-Unis et en 2015 sur TF1 en France.

## Voix françaises
En France, Dorothée Pousséo est la voix française régulière de Brittany Murphy dans la plupart de ses films. Céline Mauge et Chantal Macé l'ont également doublée à deux reprises.
Au Québec, Éveline Gélinas est la voix québécoise régulière de l'actrice. Camille Cyr-Desmarais et Christine Bellier l'ont également doublée à trois et deux reprises.